# 斯塔维斯基事件
斯塔维斯基事件是1934年发生在法兰西第三共和国的一起金融丑闻，當時一位名叫亚历山大·斯塔维斯基的人被报刊揭露參與金融投机，結果醜聞牵涉政界、警察、司法部门的要人共1200多人。当时有消息称，法国总理卡米耶·肖当保护了亚历山大·斯塔维斯基。1934年1月8日，警察包围了亚历山大·斯塔维斯基的隐蔽住所，結果他被发现倒在住所的卧室里，脑袋被一颗子弹打穿。警方声称他是自杀。 警方的这一說法遭到大多数人的怀疑，人们怀疑是警方处决了斯塔维斯基，目的是为了保住其他腐败官员。斯塔维斯基事件引發了1934年2月6日發生的1934年巴黎骚乱，导致巴黎警察开枪打死了15名示威者。 